# Marion Chaygneaud-Dupuy
Marion Chaygneaud-Dupuy est née en 1980 dans le Périgord dans le département français de la Dordogne.
En 1996, elle fait un séjour à Calcutta en Inde où elle aide le médecin philanthrope Jack Preger (en), médecin des rues anglais.
En 1998, elle rejoint le monastère de Mirik de Bokar Rinpoché, où elle apprend la méditation.
Elle devient guide de montagne en Himalaya, et accompagne les nomades tibétains par des projets éducatifs, selon un souhait de Bokar Rinpoché.
Elle gravit trois fois l'Everest et fonde en 2012 le projet Clean Everest, pour lequel elle est lauréate du Prix Terre de Femmes 2019.

## Publication
- Respire, tu es vivante - De Lhassa à l'Everest, une aventure écologique et spirituelle, Florent Massot Eds., 2020  (ISBN 2380352232 et 9782380352238)
- L'Everest du Potentiel, 7 étapes pour révéler ses forces, Flammarion, 2023.